# Asphaltgranulat

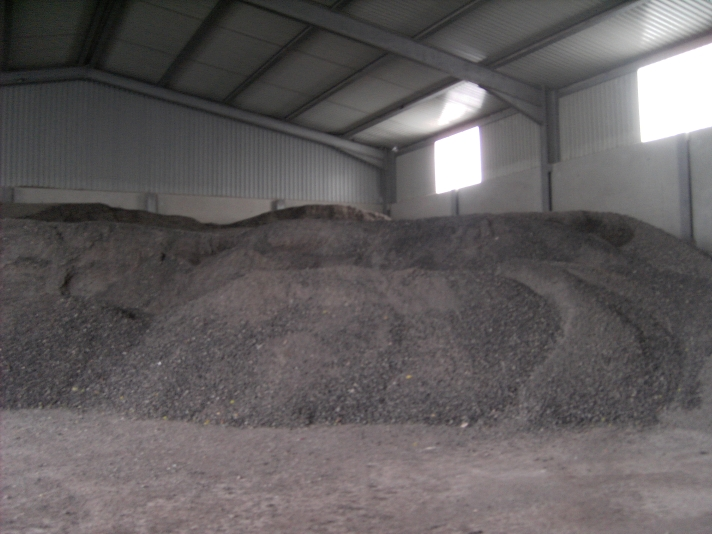
Lagerung von Asphaltgranulat im Mischwerk

Asphaltgranulat ist ausgebauter Asphalt, der durch Fräsen (so genannter Fräsasphalt) oder durch Aufbrechen in Stücken oder Schollen mit anschließender Zerkleinerung als Granulat vorliegt. Da Asphalt ein thermoplastischer Baustoff ist, kann Asphaltgranulat (ohne Verunreinigungen) bei der Herstellung von frischem Asphalt in der Asphaltmischanlage beigegeben werden. 
Nur  von Schadstoffen (beispielsweise Teer) freies Asphaltgranulat darf wiederverwendet werden. Es ist nur Asphaltgranulat der Verwertungsklasse A (unbelasteter Ausbauasphalt) zur Wiederverwertung zugelassen.
Teerhaltiges Asphaltgranulat darf deshalb nicht wiederverwendet werden und muss entsorgt werden.

## Normen und Standards
Deutschland
- Technische Lieferbedingungen für Asphaltgranulat (TL AG-StB)
- Merkblatt für die Verwertung von Asphaltgranulat (M VAG)

Österreich
- 08.15.02 Ungebundene Tragschichten mit Asphaltgranulat